# Hảo Đước
Hảo Đước là một xã thuộc tỉnh Tây Ninh, Việt Nam.

## Địa lý
Xã Hảo Đước có vị trí địa lý:
- Phía đông giáp xã Châu Thành
- Phía tây giáp xã Phước Vinh và xã Hòa Hội
- Phía nam giáp xã Hòa Hội và xã Ninh Điền
- Phía bắc giáp xã Trà Vong

Xã Hảo Đước có diện tích 93,75 km², dân số năm 2025 là 32.503 người

## Hành chính
Xã Hảo Đước được chia thành 13 ấp: Cầu Trường, Bàu Sen, Bình Lợi, Ấp Trường, Sân Lễ, Ấp Vịnh, Sa Nghe, An Lộc, An Thọ, Tầm Long, Xóm Ruộng, Xóm Mới I, Xóm Mới II

## Lịch sử
Trong đợt cải cách hành chính Việt Nam năm 2025, theo Nghị quyết số 1682/NQ–UBTVQH15 các xã An Cơ, Trí Bình và Hảo Đước, thuộc huyện Châu Thành, tỉnh Tây Ninh sẽ được sáp nhập và thành lập xã Hảo Đước, tỉnh Tây Ninh.